# Josef Aharon Rabinowicz

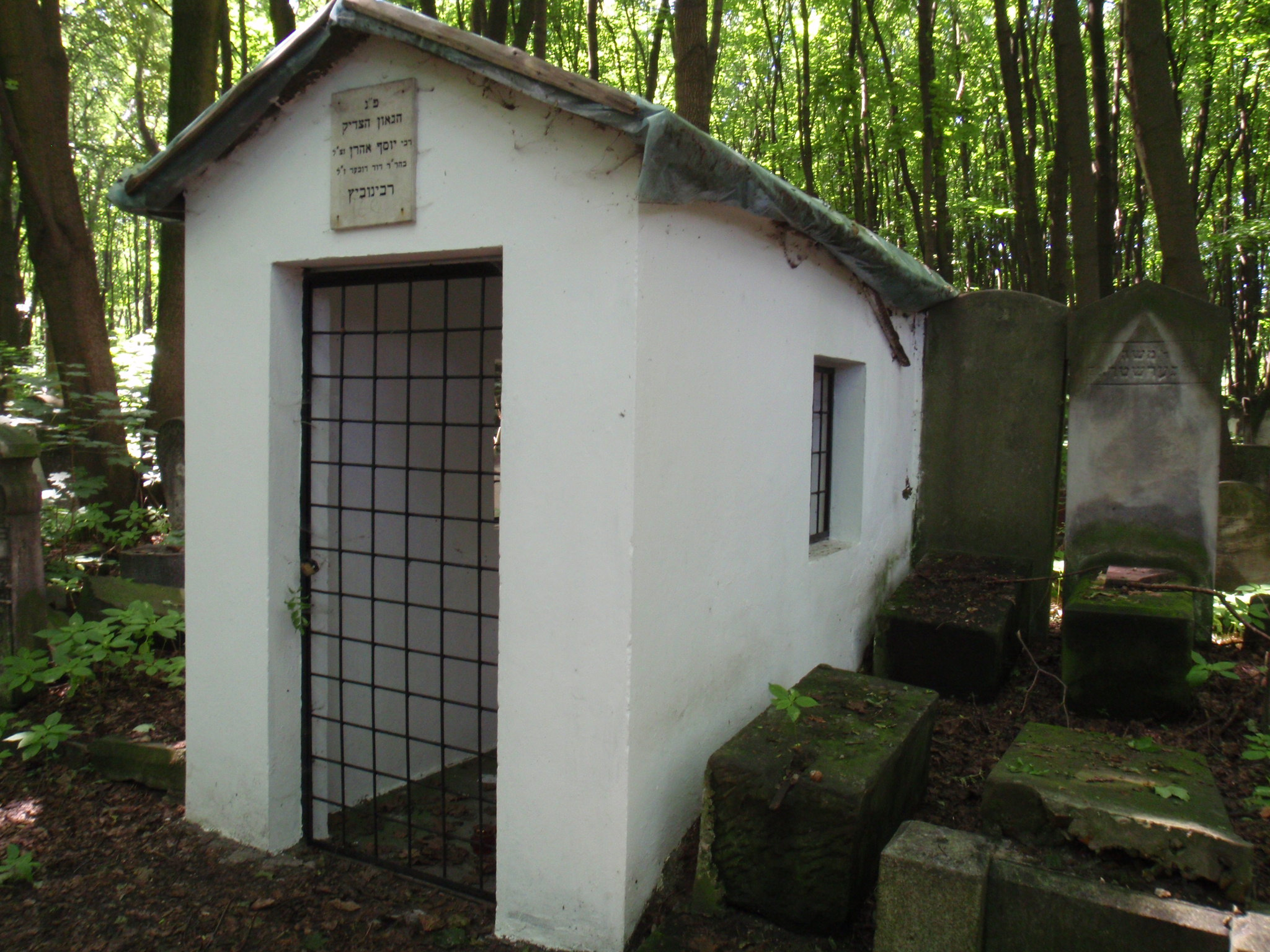
Ohel Jofesa Aharona Rabinowicza na cmentarzu żydowskim w Warszawie

Josef Aharon Rabinowicz (hebr. יוסף אהרן רבינוביץ; zm. 22 grudnia 1921 w Warszawie) – rabin chasydzki, cadyk z Warszawy.
Syn Dawida Dowa Bera Rabinowicza. Pochowany jest w ohelu na cmentarzu żydowskim przy ulicy Okopowej w Warszawie (kwatera 57, rząd 11). Jego grób nie jest obiektem licznych pielgrzymek chasydów.